# Clayton Norcross
Clayton Wesley Norcross (ur. 8 września 1954 w Arcadii w stanie Kalifornia) – amerykański aktor telewizyjny i model.

## Życiorys

### Wczesne lata
Urodził się w Arcadii jako młodszy syn i jedno z pięciorga dzieci Barry’ego, profesora historii, który ze swoją rodziną każdego lata podróżował po zachodniej części Stanów Zjednoczonych i Kanadzie, obcując z naturą. Wychowywał się wraz ze starszym bratem Davidem i trzema siostrami – Ritą, Galą i Nancy. Nic nie wskazywało, że zostanie aktorem. Uczęszczał do Arcadia High School, a następnie ukończył San Diego State University na wydziale telekomunikacji i wydziale filmowym.

### Kariera
Po ukończeniu studiów, trafił do działu operacyjnego telewizji ABC. Przez dwa lata zajmował się wymyślaniem wątków i pisaniem scenariuszy seriali i oper mydlanych. Następnie przyjął propozycję sesji zdjęciowej dla magazynu GQ. W 1980 roku podpisał kontrakt z nowojorską agencją modeli i kolejne pięć lat spędził podróżyjąc między Stanami Zjednoczonymi, Europą i Japonią. Odniósł wielki sukces w Mediolanie, pracując dla światowej sławy projektantów: Armaniego, Salvatore Ferragamo i Gianfranco Ferré.
Decyzję o rezygnacji z modelingu podjął w Grecji, gdy otrzymał angaż do roli Bobby’ego w komedii przygodowej Sky High (Hamos sto aigaio, 1985). Początki kariery aktorskiej nie były łatwe. Pojawił się w jednym z odcinków miniserialu ABC Dynastia Colbych (The Colbys, 1986) jako Steward oraz dramacie telewizyjnym NBC Intymne spotkania (Intimate Encounters, 1986) u boku Jamesa Brolina.
Od 23 marca 1987 do lipca 1989 roku odtwarzał rolę Thorne’a Forrestera, młodszego syna Erica (John McCook) i Stephanie (Susan Flannery), zazdrosnego o względy starszego brata Ridge'a (Ronn Moss), którego próbował zabić, zakochanego w Caroline Spencer w operze mydlanej CBS Moda na sukces (The Bold and the Beautiful). Gdy jednak Norcross zaczął krytykować scenariusz, umiejętności kolegów, atmosferę na planie i domagał się podwyżki, a jej nie otrzymał, ostatecznie odmówił dalszej współpracy. Stracił nie tylko rolę, ale także wiarygodność, czego efektem był brak propozycji w Stanach Zjednoczonych i konieczność szukania nowych kontaktów za granicą. Występował potem w telenoweli argentyńskiej Milagros (Más allá del horizonte, 1994) jako Augusto oraz gościnnie w serialach, m.in. Przystanek Alaska (Northern Exposure, 1995), Nocny Patrol (Baywatch Nights, 1995) czy JAG – Wojskowe Biuro Śledcze (1997).
W 2006 roku wziął udział w kręconym w Brazylii dla włoskiej telewizji reality show Farma.

## Filmografia

### Filmy fabularne
- 1985: Sky High (Hamos sto aigaio) jako Bobby
- 1987: Tabletka kryminalna (Cronaca nera) jako Roberto Sacchi
- 1991: Broniąc życia (Defending Your Life) jako mężczyzna z opery mydlanej
- 1994: Fatalna pasja (Fatal Passion)
- 1995: Portret w czerwieni (Portrait In Red) jako Adam Baxter
- 1998: Sheer Passion jako Stefan
- 1999: Una Furtiva lacrima
- 2001: The Milagro of Boyle Heights jako William
- 2005: Delirium jako Jacob Bradley
- 2006: The Showdown jako Jonathan C. Edwards
- 2012: Baci Salati jako Gregory
- 2016: Made in Italy: Ciao Brother

### Filmy TV
- 1991: Cronaca nera
- 1986: Intymne spotkania (Intimate Encounters) jako Student

### Seriale TV
- 1986: Dynastia Colbych (The Colbys) jako Steward
- 1986: Znowu ty? (You Again?) jako Donald
- 1987-89: Moda na sukces (The Bold and the Beautiful) jako Thorne Forrester
- 1989: Tajemnicza dama (La Extraña dama)
- 1994: Dziewczyna z komputera (Weird Science) jako Michael
- 1994: Milagros (Más allá del horizonte) jako Augusto
- 1995: Nocny Patrol (Baywatch Nights) jako Darren
- 1995: Przystanek Alaska (Northern Exposure) jako Pomocnik
- 1997: Świat pana trenera (Coach) jako Patrol narciarski
- 1997: JAG – Wojskowe Biuro Śledcze (JAG) jako porucznik Luke Pendry
- 1999: Sotto il cielo dell'Africa jako Pons
- 1999: V.I.P. jako Travis
- 2007: Pompeje: Zagłada (Pompei, ieri, oggi, domani) jako Galeno
- 2012: 6 passi nel giallo jako Zack
- 2012: Hawaii Five-0 jako Greg Winter
- 2013: Air Force One Is Down jako pułkownik Palmer
- 2013: Payday jako dyplomata IMF
- 2014–2015: Youthful Daze jako Tato Randy’ego
- 2016: Agentka Carter (Agent Carter) jako szeryf